# Ed Thigpen
Edmund Leonard Thigpen, detto Ed (Chicago, 28 dicembre 1930 – Copenaghen, 13 gennaio 2010), è stato un batterista statunitense.